# Ekibastouz
Ekibastouz (en kazakh : Екібастұз ; en russe : Экибастуз) est une ville minière de l'oblys de Pavlodar, au Kazakhstan.

## Géographie
Ekibastouz est située dans le nord-est du pays, non loin de la frontière avec la fédération de Russie, à 128 km au sud-ouest de Pavlodar.
La ville est à la limite de la steppe de Kazakhie et de la plaine sibérienne.

## Démographie
Sa population s'élevait à 130 903 habitants en 2014.
Depuis 1959, la population a évolué comme suit:
| Année      | 1959   | 1970   | 1979   | 1989,   | 1999    | 2009    | 2012    |
| ---------- | ------ | ------ | ------ | ------- | ------- | ------- | ------- |
| Population | 25 705 | 43 726 | 65 871 | 134 627 | 127 197 | 125 012 | 128 584 |

## Histoire
L'histoire d'Ekibastouz commence au XIXe siècle avec l'arrivée de Kossym Pchembaïev, originaire de l'actuel Kazakhstan, mandaté par des commerçants russes pour rechercher des ressources minérales dans la région, sur le terrain charbonneux au sud-est de Pavlodar. Il marque l'endroit avec deux grands blocs de sel. Cette identification donne son nom à l'endroit, Ekibastouz signifiant « deux morceaux de sel » en kazakh. L'exploitation commerciale du terrain commence aussitôt après. Le champ est ensuite vendu à un homme d'affaires britannique nommé Urquart. Une ligne de chemin de fer est construite et le village d'Ekibastouz est fondé en 1899.
La révolution russe et les deux guerres mondiales détournent l'attention de l'État de l'exploitation de la région. Le village est totalement déserté. Toutefois, en 1948, la première équipe — 50 personnes seulement — commence la construction de la ville. Les futures limites des mines de charbon à ciel ouvert sont également définies à cette époque.
Des années 1920 aux années 1950, Ekibastouz est un gigantesque camp du Goulag soviétique, où Alexandre Soljénitsyne, parmi beaucoup d'autres, est interné.
Au mois de décembre 1954, le premier chargement de charbon part d'Ekibastouz par le train. Cet événement marque le début du développement industriel d'Ekibastouz. L'année suivante, la millionième tonne de charbon est extraite.
Ekibastouz acquiert le statut de « ville » le 12 juillet 1957 par un décret du Præsidium du Soviet suprême de la République socialiste soviétique kazakhe. À cette époque, la population d'Ekibastouz est d'environ 25 000 personnes.
En novembre et décembre 2022, la ville est privée de courant durant plusieurs jours alors que la température descend à -30 degrés. 

## Industrie

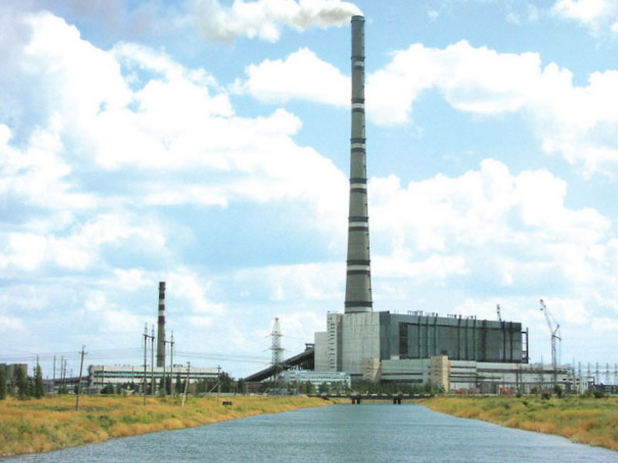
La Centrale thermique GRES-2

Dans la banlieue d'Ekibastouz, existent deux centrales électriques au charbon : GRES-1, avec une capacité installée de 4 000 MW, et GRES-2, avec une capacité installée de 1 000 MW. GRES-2 possède la plus haute cheminée du monde (419,7 m).
GRES-2 fait partie d'un programme de développement du bassin d'Ekibastouz, qui prévoit de construire quatre centrales thermiques chacune de 4 000 MW (8 unités x 500 MW). Les unités 1 et 2 ont été commandées en 1991-1993. La construction de l'unité 3 a été commencée à la fin de 1990, mais a été interrompue.
Une ligne à haute tension de 1 150 kV, la plus haute tension au monde, relie Ekibastouz à Kökşetaw.
Les mines de charbon à ciel ouvert d'Ekibastouz sont les plus importantes au monde. Les réserves sont estimées à plus de 13 milliards de tonnes de charbon pour une zone de 62 km2, soit 74 Mt de charbon par kilomètre carré.

## Culte
- Orthodoxe:
- Catholique: paroisse Saint-Jean-Baptiste[11], 16a rue Gagarine.

## Transport
La ville est desservie par le petit aéroport d'Ekibastouz.

## Personnalités
- Alexandre Oustiougov, acteur russe, né en 1976 à Ekibastouz